# Aghora
Ne doit pas être confondu avec Agora.
Aghora est un groupe de metal progressif américain, originaire de Miami, en Floride. Le style musical du groupe comprend des influences jazz.

## Biographie
Aghora est formé en 1995 par le guitariste Santiago Dobles à Miami, en Floride. Le groupe est formé avec, à ses côtés, Max Dible (guitare) et Andy Deluca (basse) au Berklee School of Music. En 1997, Dobles emménage à Miami pour recruter sa sœur et chanteuse Danishta Rivero, et le guitariste Charlie Ekendahl. Après quelques démos, le groupe est rejoint par le bassiste Sean Malone (ex-Cynic) et le batteur Sean Reinert (ex-Cynic, et ex-Death). En 2000, ils publient leur premier album, Aghora, enregistré et produit par Santiago Dobles et Dan Escauriza en 1999. 
À la fin de 2006, le groupe publie un nouvel extrait de son album Formless dont la sortie est prévue le 21 décembre. Le groupe publie donc son deuxième album, Formless à la fin de 2006, produit par Santiago Dobles et mixé par Neil Kernon. En 2008, le groupe est rejoint par le batteur Matt Thompson (King Diamond) en studio. En mai 2009, le groupe annonce l'avancement d'un nouvel album, intitulé Aghora 3.

## Membres

### Membres actuels
- Santiago Dobles - guitare (depuis 1995)
- Alan Goldstein - basse
- Matt Thompson - batterie (depuis 2008)

### Anciens membres
- Sean Malone - basse
- Charlie Ekendahl - guitare
- Jonathan Orriols - guitare
- Danishta Rivero - chant
- Andy Deluca - basse
- Sean Reiner - batterie (1997-2000)
- Richard Komatz - batterie (2001-2002)
- Ian Hayes - batterie (2004-2005)
- Giann Rubio - batterie (2006-2008)
- Alex Meade - guitare

## Discographie

### Albums studio
- 2000 : Aghora
- 2006 : Formless

### Démos
- 1998 : Démo
- 1999 : Demo 99
- 2005 : Dual Alchemy

### Compilation
- 2006 : Transitions